# GlobalData
GlobalData Plc是总部位于英国伦敦的一家数据分析和咨询公司，GlobalData在英国、美国、阿根廷、韩国、墨西哥、中国、日本、印度和澳大利亚設有辦事處。GlobalData曾經名為Progressive Digital Media，成立于1999年，2000年在伦敦证券交易所上市。2014年，Progressive Media收购了Current Analysis Inc。 2016年1月更為現名。

## 外部鏈接
- GlobalData PLC （页面存档备份，存于）
- SPG Media 的存檔，存档日期2012-05-22.
- London Stock Exchange （页面存档备份，存于）